# Wasko Mladenow
Wasko Mladenow (bulgarisch Васко Младенов; englisch Vasko Mladenov; * 30. Juli 1989 in Sofia) ist ein bulgarischer Tennisspieler.

## Karriere
Wasko Mladenow begann mit fünf Jahren das Tennisspielen. Bereits auf der Junior Tour spielte er etwa 100 Matches mit einer positiven Bilanz im Einzel. Er erreichte mit Platz 190 in der Junior-Weltrangliste seine beste Notierung im Januar 2006.
Ab diesem Jahr spielte er erstmals regelmäßig auf der drittklassigen Tour, der ITF Future Tour, bei den Profis und konnte dort sein erstes Match gewinnen. Ende des Jahres war er sowohl im Einzel als auch im Doppel in der Tennisweltrangliste platziert. Während er im Einzel zunächst nie über ein Viertelfinale hinaus kam, stand er 2007 im Doppel in seinem ersten Future-Finale. Bis Ende 2008 gewann er dort fünf Future-Titel und erreichte 2009 seine vorerst beste Weltranglistenposition mit Rang 420. Außerdem stand er in seiner Heimatstadt Sofia im Doppel erstmals im Hauptfeld eines Challengers und erreichte das Viertelfinale. 2009 begann er ein Studium an der Texas A&M University im Fach Soziologie. Nach zwei Jahren wechselte er an die St. John’s University in New York City. Während seines Studiums spielte Mladenow auch College Tennis und gewann mit seiner Mannschaft die Big 12 Men’s Tennis Championships 2010. 2014 kehrte der Bulgare zurück auf die Profi-Tour. Dort erreichte er 2015 seine ersten beiden Future-Finals im Einzel. Er erreichte 2016 seine beste Einzelplatzierung mit Rang 637. Im Jahr 2017 spielte er in Ho-Chi-Minh-Stadt seinen ersten Challenger im Einzel. Im Doppel gewann er bis 2018 insgesamt elf Futures und erreichte mit Rang 359 ein neues Karrierehoch.
2018 kam Mladenow in Sofia dank einer Wildcard zu seiner Premiere auf der ATP World Tour. Hier verlor er mit seinem Doppelpartner Dimitar Kusmanow glatt gegen Scott Lipsky und Divij Sharan.
Zudem spielt er ab 2016 für die bulgarische Davis-Cup-Mannschaft, für die er mit 5:2 eine positive Bilanz vorweisen kann.